# ویکتور کاسادسوس
ویکتور کاسادسوس (اسپانیایی: Víctor Casadesús‎؛ زادهٔ ۲۸ فوریه ۱۹۸۵) یک ورزشکار اهل اسپانیا است.
از باشگاه‌هایی که در آن بازی کرده‌است می‌توان به باشگاه فوتبال لوانته، رئال مایورکا، رئال سوسیداد و باشگاه خیمناستیک تاراگونا اشاره کرد.